# النودلز المجفف مع صلصة الطماطم والبيض
النودلز المجفف مع صلصة الطماطم والبيض هو طبق صيني تقليدي. يسهُل طبخهُ. تمامًا كما يوحي اسمه، يَتضمن فقط إلى ثلاثة مكونات: النودلز والطماطم والبيض.
جميع المكونات الثلاثة شائعة، لذا فإنَّ هذه الوجبة تحظى بشعبية كبيرة بين الناس في الصين، وإضافةً إلى المكونات الثلاثة الرئيسية، يمكن أيضًا إضافة خضروات أو توابل أخرى إلى هذا الطبق، مثل البصل، الخيار، الجزر والزنجبيل. مع هذه التوابل، من الممكن أن تكون المعكرونة أو الشعيريه المجففة أفضل.